# Социјалистичка хералдика
Социјалистичка амблематика, позната и као тзв. хералдика народних демократија, састоји се из амблема сачињених у стилу који је установљен и прихваћен у државама са комунистичким режимима, односно који садрже елементе са симболима комунистичке идеологије. Иако се ови амблеми уобичајено називају грбовима, па се тим називом означавају и у уставима и законима земаља које имају такве амблеме као своја државна обележја, највећи број тих амблема нису прави грбови, у смислу правила хералдике. Управо је и сврха усвајања таквих амблема од стране комунистичких режима била да би се на симболичком плану направио отклон од традиционалних облика европске хералдике.
СССР је био прва држава која је усвојила овај тип амблема, почев од 1922. године. Ова амблематика је постала веома распрострањена после Другог светског рата, када су комунистички режими преузели власт у великом броју држава. Чак је и значајан број некомунистичких земаља прихватио овај облик амблема. До тога је дошло услед блиских политичких веза између нових држава ослобођених колонијалне власти и комунистичког блока, који је у знатној мери допринео ослобођењу тих држава, као и услед жеље тих нових држава да направе отклон од европске хералдике која је симболизовала раније колонијалне режиме. Након распада Совјетског Савеза и напуштања комунистичке идеологије у источној Европи, највећи део бивших комунистичких држава вратио се традиционалној хералдици, уз ретке изузетке (Белорусија и БЈР Македонија). Међутим, амблеме овог типа задржале су ваневропске комунистичке и некомунистичке државе.

## Историја
СССР, настао у револуцији 1917. године, имао је потребу за обележјима којим би се представио равноправно са другим сувереним државама, али руководиоци те државе нису желели да наставе употребу старих државних обележја која су их подсећала на претходно уређење које је у револуцији оборено. Стога је усвојен национални амблем који није садржао традиционалне хералдичке елементе (штит, кацигу, круну и плашт), односно састојао се из знатно другачијих елемената. Овај стил је потом прихваћен од стране других социјалистичких и комунистичких држава, али и великог броја ваневропских држава које су желеле да направе отклон од ранијих политичких традиција.

## Карактеристике
Социјалистичка амблематика по правилу садржи следеће елементе:
- Срп и чекић; Компас
- Црвена петокрака звезда
- Зрна или класови жита или неке друге биљке
- Испреплетене врпце и црвеној боји или у бојама државне заставе, често са исписаним важним датумима или слоганима
- Зупчанике
- Сунце
- Пејзажи
- Савремена индустријска опрема, на пример далековод
- Национални симболи или места националног значаја
- Земља

## Савремена употреба
Социјалистичка амблематика још увек посотоји у неколико преосталих држава са комунистичким режимима (Кина, Северна Кореја, Вијетнам). Међутим, користи се и у једном броју некомунистичких држава.
Национални амблем Белорусије, који је усвојен на референдуму 1995. године, подсећа на амблем Белоруске Совјетске Социјалистичке Републике. Такође, нови амблем БЈР Македоније подсећа на амблем Социјалистичке Републике Македоније (изостављена је црвена звезда).
У Африци, Ангола, Мозамбик и Алжир имају државне амблеме сачињене према правилима социјалистичке амблематике.
У Републици Србији је грб Социјалистичке Републике Србије коришћен дуго након раскидања са комунизмом као владајућом државном идеологијом све до 2004. године.

## Галерије
Следе две галерија, бивших и садашњих националних симбола. Наведене године односе се на обележја, а не на државе, осим за државе чланице Совјетског Савеза.

### Бивши амблеми
- Државни амблем Совјетског Савеза (1956—1991)

#### Совјетске републике
- Социјалистичка Совјетска Република Абхазија (1921–1931)
- Јерменска Совјетска Социјалистичка Република (1920–1990)
- Совјетска Социјалистичка Република Азербејџан (1920–1990)
- Народна Совјетска Република Бухара (1920–1925)
- Совјетска Социјалистичка Република Белорусија (1919–1991)
- Аутономна Совјетска Социјалистичка Република Крим (1921—1945)
- Совјетска Социјалистичка Република Естонија (1940–1990)
- Совјетска Социјалистичка Република Грузија (1921–1990)
- Аутономна Совјетска Социјалистичка Република Каракалпак (1932—1992)
- Карело-Финска Совјетска Социјалистичка Република (1940–1956)
- Казашка Совјетска Социјалистичка Република (1936–1991)
- Киргиска Совјетска Социјалистичка Република (1936–1991)
- Совјетска Социјалистичка Република Летонија (1940–1990)
- Совјетска Социјалистичка Република Литванија(1940–1990)
- Совјетска Социјалистичка Република Молдавија (1940–1991)
- Руска Совјетска Федеративна Социјалистичка Република (1917–1991)
- Совјетска Социјалистичка Република Таџикистан (1929–1991)
- Транскафкаска Совјетска Федеративна Социјалистичка Република (1923—1936)
- Туркменска Совјетска Социјалистичка Република (1921–1991)
- Украјинска Совјетска Социјалистичка Република (1919–1991)
- Узбечка Совјетска Социјалистичка Република (1924–1991)
- Волга-Немачка Аутономна Совјетска Социјалистичка Република (1918—1941)

#### Африка
- Народна Република Ангола (1975—1992)
- Народна Република Бенин (1975—1990)
- Буркина Фасо (1984—1991)
- Народна Република Конго (1970—1992)
- Етиопија за време војне хунте (Дерг)(1975-1987)
- Демократкс Народна Република Етиопија (1987—1991)
- Демократска Република Мадагаскар (1975–1992)
- Народна Република Мозамбик (1982—1990)

#### Азија
- Лаос (1975—1991)
- Народна Република Монголија (1960—1991)
- Демократска Камбоџа (1975—1979)
- Народна Република Камбоџа (1979—1989)
- Народна Република Камбоџа (прелазни период) (1989-1991)
- Кинеска Совјетска Република (1931—1937)
- Република Махабад (1946–1947)
- Далекоисточна Република (1920–1922)
- Северни Вијетнам (1955—1976))
- Прелазна револуционарна влада Републике Јужни Вијетнам (1969—1976)

#### Европа
- Народна Република Албанија (1946—1991)
- Народна Република Бугарска (1948—1968)
- Чехословачка Социјалистичка Република (1961—1989)
- Народна Република Пољска (1955—1990)
- Демократска Република Немачка (1955—1990)
- Народна Република Мађарска (1949—1956)
- Народна Република Мађарска (1957—1990)
- Социјалистичка Совјетска Република Летонија] (1918–1920)
- Народна Република Румунија (1948)
- Социјалистичка Република Румунија (1965—1989)
- СФРЈ (1963–1992)

#### Југословенске републике
- СР Босна и Херцеговина (1963—1992)
- СР Хрватска (1963—1991)
- СР Македонија (1963—1991)
- СР Црна Гора (1963—1992)
- Грб СР Србије (1963—1992)
- СР Словенија (1963—1991)

#### Остало
- Амблем Варшавског пакта (1955–1991)
- Амблем КГБа (1954—1991)

### Садашњи амблеми
- Народна Република Кина (од 1950.)
- Северна Кореја (од 1948)
- Вијетнам (од 1975), раније Северни Вијетнам (1955—1976))
- Лаос (од 1992)
- Таџикистан (од 1993)
- Узбекистан (од 1992)
- Белорусија (од 1995)
- Придњестровље (од 1991)
- БЈР Македонија (од 2009)
- Ангола (од 1990)
- Мозамбик (од 1990)